# Platylepis lamellata
Platylepis lamellata är en orkidéart som beskrevs av Rudolf Schlechter. Platylepis lamellata ingår i släktet Platylepis och familjen orkidéer. Inga underarter finns listade i Catalogue of Life.